# Naughty Novelist
Pour plus de détails, voir Fiche technique et Distribution.
Naughty Novelist (La nouvelle coquine) est un vidéofilm américain réalisé par John Bacchus, sorti en 2008.

## Synopsis
Darian, une journaliste à succès a récemment demménagé dans une nouvelle ville.
Elle répond à une annonce "Recherchons écrivains" dans un journal local.
Elle est présentée à "Flesh for Fantasy Publications», qui est spécialisé dans la littérature érotique pour femmes.
Dans les jours qui suivent, l'imagination de Darian est échaudée par ses manuscrits.
Comme ces rencontres lesbiennes de fiction qu'elle couche sur papier jouent dans sa tête, c'est n'est qu'une question de temps avant que ses fantasmes se réalisent.

## Fiche technique
- Titre : Naughty Novelist
- Réalisateur : John Bacchus
- Scénario : Michael Raso
- Langue : Anglais
- Format : Couleurs
- Durée : 88 minutes
- Pays de production :  États-Unis
- Date de sortie : 28 octobre 2008 aux États-Unis

## Distribution
- Darian Caine : Darian
- Jackie Stevens : Jackie
- A. J. Khan : A.J.
- Claire Davenport
- Juliet Janes
- Jenna Jones